# München (Schiff, 1972)
Das Motorschiff München war ein deutsches Frachtschiff der Reederei Hapag-Lloyd, das hauptsächlich auf der Nordatlantik-Route zwischen europäischen (vor allem Rotterdam und Bremen/Bremerhaven) und nordamerikanischen Häfen (vor allem Baltimore, Savannah und New Orleans) eingesetzt wurde. Ihr Heimathafen war Bremen. Die München sank während eines Sturms im Dezember 1978 nördlich der Azoren.

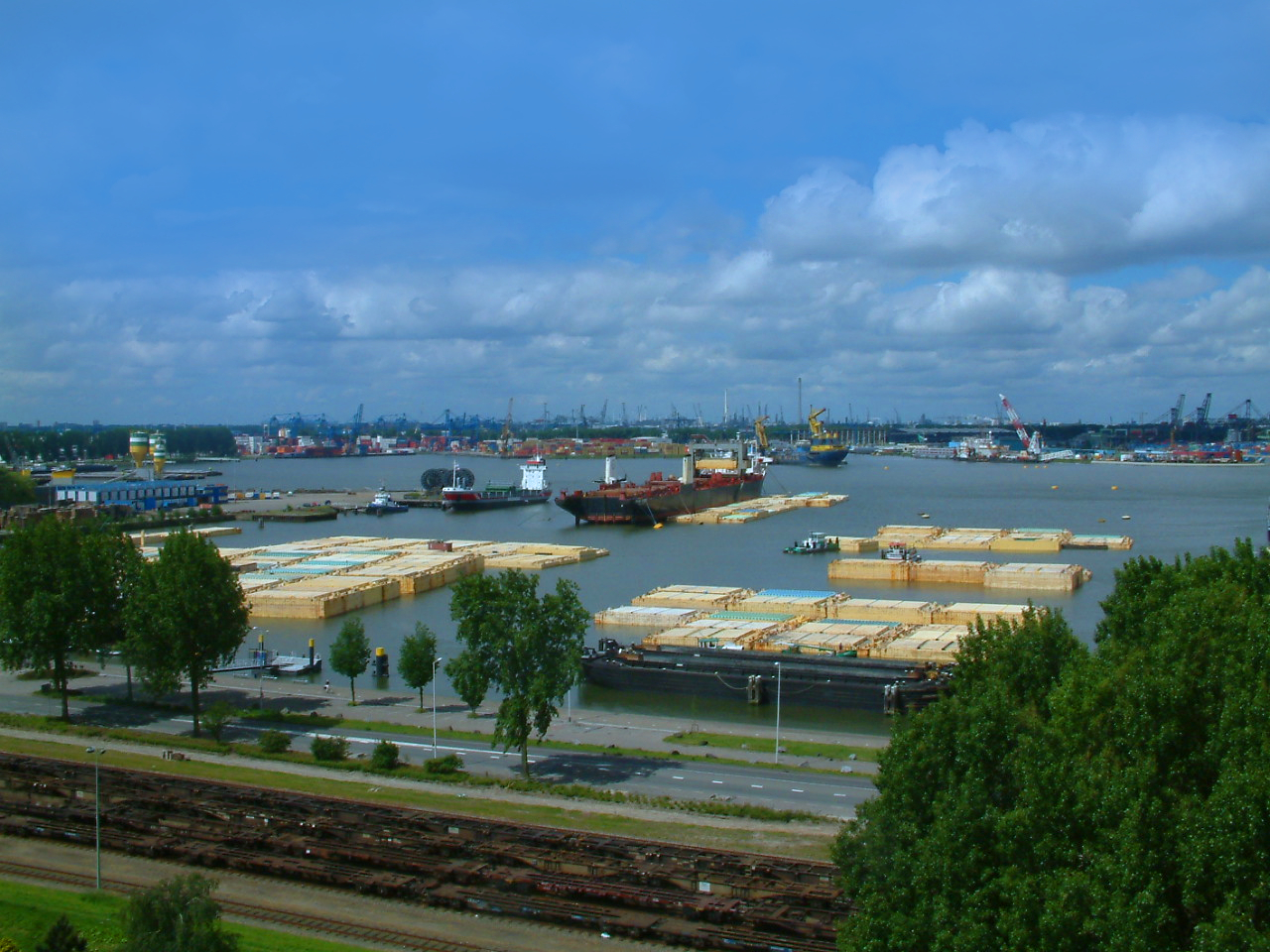
Lashleichter im Rotterdamer Waalhaven mit dem Schwesterschiff Bilderdyk (später Rhine Forest) der München

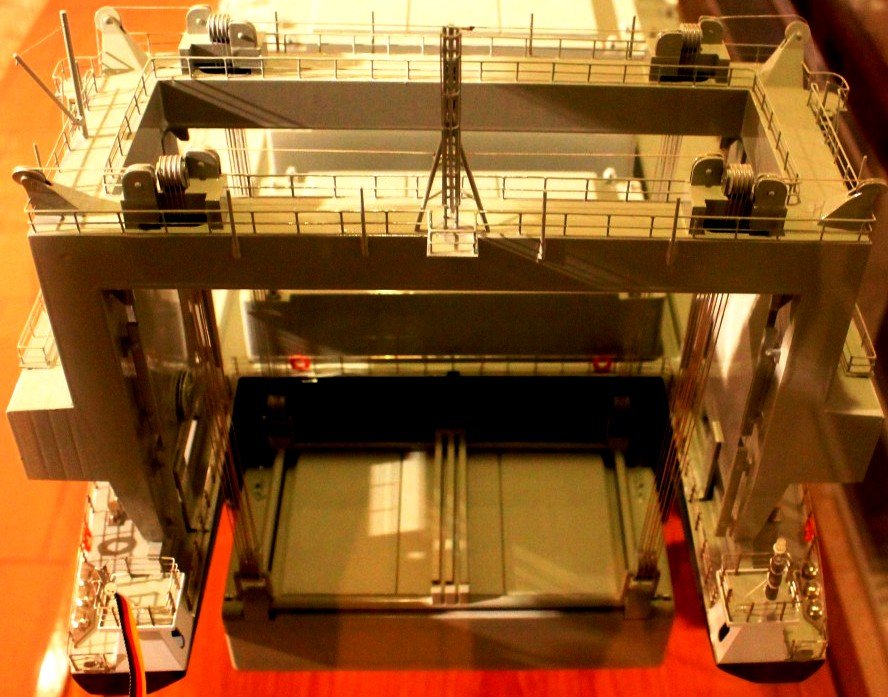
Portalkran der München (Modell)

## Geschichte
Die München lief am 12. Mai 1972 bei der Cockerill-Werft in Antwerpen vom Stapel. Mit ihr wollte sich die Hapag-Lloyd im lukrativ erscheinenden LASH-Geschäft (LASH-Carrier = Transport von schwimmfähigen Leichtern auf einem Schiff) etablieren. Zu diesem Zweck gründete sie gemeinsam mit der niederländischen Holland-Amerika-Lijn die Tochtergesellschaft Combi-Line, für die die München und ihr niederländisches Schwesterschiff Bilderdyk im Einsatz waren.
Die München war das einzige LASH-Schiff, das unter deutscher Flagge fuhr.

### Der Untergang
Die München lief am 7. Dezember 1978 unter dem Kommando von Kapitän Johann Dänekamp von Bremerhaven zu ihrer 62. Atlantiküberquerung in Richtung Savannah im US-Bundesstaat Georgia aus. Die Ladung bestand hauptsächlich aus Maschinen- und Stahlprodukten.
Ab Ende November 1978 hatte sich im östlichen Nordatlantik ein Orkan mit mittleren Wellenhöhen bis zu 16 m entwickelt. Am 12. Dezember 1978 kurz nach Mitternacht hatte die München den letzten regulären Funkkontakt. Bei diesem Gespräch mit dem mehrere tausend Seemeilen entfernten deutschen Passagierschiff Caribe meldete der Funkoffizier der München, Jörg Ernst, sehr schlechtes Wetter und Beschädigungen am Schiff. Knapp drei Stunden später empfing das griechische Frachtschiff Marion mehrere sehr schwache SOS-Rufe der München.

### Suchaktion
Ausgelöst durch diese Signale begann eine der größten und langwierigsten internationalen Rettungsaktionen im Atlantik nördlich der Azoren, an der neben Handelsschiffen auch deutsche, britische, amerikanische und portugiesische Suchflugzeuge beteiligt waren.
Die Bundesmarine entsandte am 14. Dezember einen Seefernaufklärer des Typs Breguet Atlantic und unterstellte ihn dem zuständigen britischen Einsatzzentrum in Land’s End. Nach und nach wurde die Zahl der deutschen Flugzeuge auf zeitweise zehn Maschinen erhöht, die vom US-Stützpunkt Lajes Field auf den Azoren aus operierten. Neben Breguet Atlantic kamen Transall der Luftwaffe zur logistischen Unterstützung zum Einsatz.
Sämtliche Schiffe auf der vielbefahrenen Schifffahrtsroute beteiligten sich an der Suchaktion und bildeten eine weit gefächerte Suchkette im Abstand von jeweils fünf Kilometern, um ein möglichst großes Gebiet auf dem Atlantik abzusuchen. Die Suchaktion wurde von Kapitän Pieter de Nijs auf der Smit Rotterdam geleitet. Zeitweise waren neben den Flugzeugen gleichzeitig 31 Handelsschiffe an der Suche beteiligt.

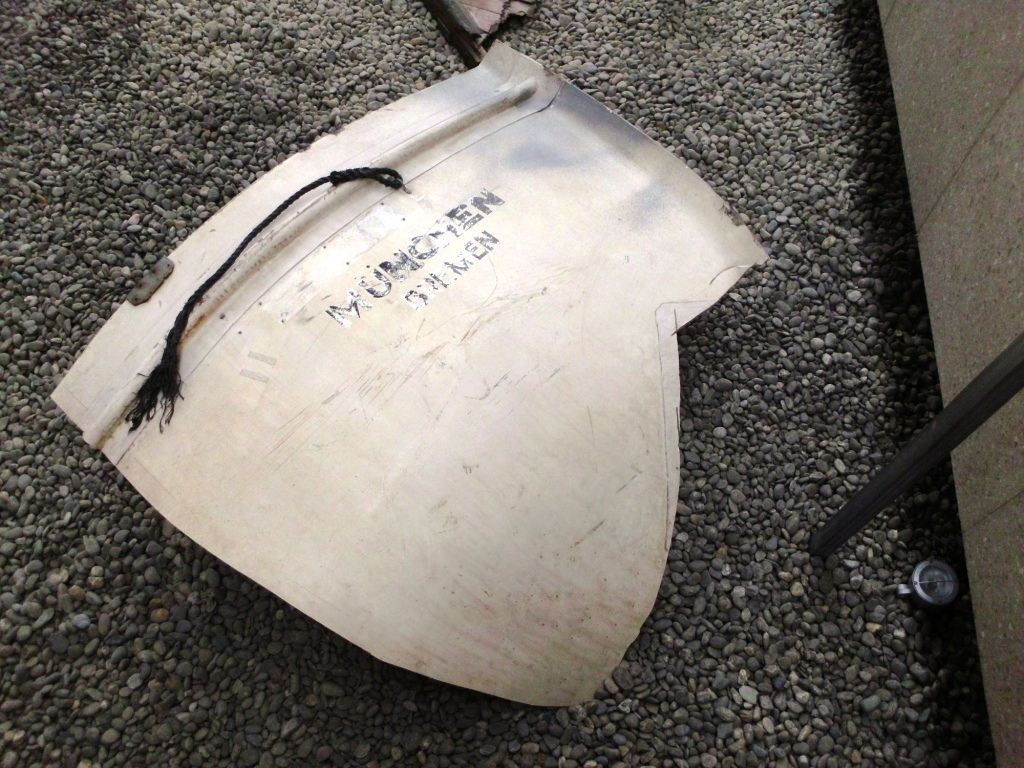
Fragment des Rettungsbootes

Die internationale Suche wurde am 20. Dezember beendet. Auf persönliche Anweisung von Bundeskanzler Helmut Schmidt wurde die deutsche Suchaktion noch bis zum 22. Dezember fortgeführt, bevor alle Flugzeuge zu ihren Heimatbasen zurückkehrten. Insgesamt nahmen 80 bis 110 Handelsschiffe und mindestens 13 Flugzeuge an der Suche teil, wobei die deutschen Seefernaufklärer bei 38 Einsatzflügen auf knapp 500 Flugstunden kamen. Die München blieb aber samt Besatzung (28 Personen) verschollen. Gefunden wurden nur drei Leichter, ein leeres, zerstörtes Rettungsboot und eine Notfunkbake sowie unbenutzte, teils ölverschmierte Rettungsinseln.

### Ursachen
Die Konstruktion des Schiffes und die wenigen Überreste wurden genau untersucht. Die einzigen Hinweise auf die eventuelle Unglücksursache bot das Rettungsboot der München, das ursprünglich in zwanzig Metern Höhe an der Steuerbordseite des Schiffs mittels Metallbolzen festgemacht war. Diese Bolzen waren vollkommen nach hinten verbogen, was auf schwere Brecher von vorn hindeutete. Die Ursache und der Verlauf des Unglücks konnten jedoch nie zweifelsfrei geklärt werden. Die damalige Untersuchung des Seeamtes Bremerhaven, geleitet durch den Havarie-Sachverständigen Werner Hummel, und neuere Erkenntnisse über sogenannte Monsterwellen lassen aber den Schluss zu, dass die nach damals modernen Gesichtspunkten ausgestattete München Opfer einer oder mehrerer dieser Wellen mit 25 bis 35 m Höhe wurde. Bis zu ihrem direkten Nachweis 1995 hielt man solche Wellen für Seemannsgarn. Das Schiff hatte danach 50 Grad schwere Schlagseite und war wegen der ausgefallenen Elektrik ohne Antrieb und manövrierunfähig sowie darüber hinaus nicht in der Lage, Funksprüche zu empfangen oder mit voller Leistung zu senden.
Es sank wahrscheinlich erst 33 Stunden später, wurde aber fatalerweise aufgrund falscher Positionsangaben (es gab damals kein GPS oder Satellitentelefonie) an falscher Stelle gesucht (180 km zu weit nördlich). Eine Rettung der Besatzung war deshalb in dieser Zeitspanne nicht möglich. Die genaue Untergangsposition und die Lage des Wracks sind bis heute unbekannt.
Seit dem Untergang des Schiffes wurde der Traditionsname München bei der Reederei Hapag-Lloyd nicht mehr vergeben. Das Schwesterschiff fuhr bis 1986 unter dem Namen Bilderdyk und danach bis zum Dezember 2007 als Rhine Forest, bevor es ab dem 11. Januar 2008 in Chittagong verschrottet wurde. 1980 wäre es unter ähnlichen Bedingungen beinahe untergegangen. Beide Schiffe nahmen bauartbedingt bei sehr schwerem Seegang unvorhersehbar (im Modell aber reproduzierbar) „Grünes Wasser“ im Bereich der Brücke in circa 18 m Höhe, das heißt, es waren Schäden wie abgerissene Aufbauten und eingedrückte Scheiben durch sehr schweren Seeschlag möglich. Möglicherweise war bei der München die Brücke derart zerstört, dass die Mannschaft Zuflucht im Maschinenraum im Heck suchte.